# Игнат Криворов
Игнат Ангелов Криворов е български полковник, историк и доцент, дългогодишен изследовател на военната история.

## Биография
Игнат Криворов е роден на 25 февруари 1941 година в гр. Стрелча. През 1965 г. завършва ВНВУ „Васил Левски“ във Велико Търново, а през 1975 г. Военната академия „Георги Раковски“. Последователно заема длъжностите командир на танков взвод и рота и началник-щаб на танков батальон и полк.
През 1980 г. защитава дисертация на тема „Взаимодействието между Българската народна армия и Съветската армия в Отечествената война на България 1944-1945 г.“, с което придобива научна степен „кандидат на науките“. През 1984 г. е избран за доцент по научната специалност „История на България“ във Военна академия. В периода 1979 – 1988 г. е заместник-началник на катедра „История на военното изкуство“, а през 1989 – 1991 г. е началник на Института за военна история при ГЩ на БА, кодето през 1996 г. е избран за старши научен сътрудник ІІ степен по научната специалност „Организация и управление на въоръжените сили“. В периода 2000 – 2008 г. е старши научен сътрудник в Центъра за военноисторически изследвания към Военна академия. Бил е член на секция „Военна история/Военни науки“ към Съюза на учените в България, член на специализирания научен съвет по военна история при ВАК и член на Академичния и Научния съвет на ВА „Г. С. Раковски“.
Полковник о.р. ст.н.с. д-р Игнат Криворов работи главно в областта на история на войните, история на военното изкуство и строителството на въоръжените сили. Има над 110 научни публикации – самостоятелни и колективни монографии и учебници, учебни пособия, студии, статии и доклади на научни конференции в България и в чужбина.

### По-значими самостоятелни трудове
- КРИВОРОВ, И. Българското военно изкуство в Отечествената война 1944 – 1945 г.  София, 1983.
- КРИВОРОВ, И. Взаимодействието в операцията и боя. София, 1990.
- КРИВОРОВ, И. Принципите на военното изкуство. София: Издателство „Св. Георги Победоносец“, 1995.
- КРИВОРОВ, И. Военното изкуство на Българската армия 1885 – 1945. София: Военно издателство, 2003, с. 1 – 126. ISBN	954509270X.
- КРИВОРОВ, И. За военната история. София: Военно издателство, 2007, с. 1 – 142. ISBN 9789545093722.
- КРИВОРОВ, И. Цар Симеон Велики. София: Военно издателство, 2008, с. 1 – 96. ISBN	9789545094101.
- КРИВОРОВ, И. Цар Иван Асен ІІ. София: Военно издателство, 2009, с. 1 – 128. ISBN	9789545094323.
- КРИВОРОВ, И. Битките на средновековна България. София: Албатрос МДВ, с. 1 – 223. ISBN	9789549242683.
- КРИВОРОВ, И. Войната и военното изкуство. Исторически аспекти и съвременни проекции. София: Рива, 2018, с. 1 – 320. ISBN	9789543206506.

### По-значими трудове в съавторство
- ПЕЙЧЕВ, А, КРИВОРОВ, И. и др. 1300 години на стража. София: Военно издателство, 1978.
- СТАНЧЕВ, С., КРИВОРОВ, И., ПЕТРОВ, Т. Българската армия в първата световна война: септември 1915 – август 1916. София: Военна академия „Георги Стойков Раковски.“